# Los Chiriguanos
Los Chiriguanos é um município da Argentina, localizada na província de Formosa